# Fiesta patronal

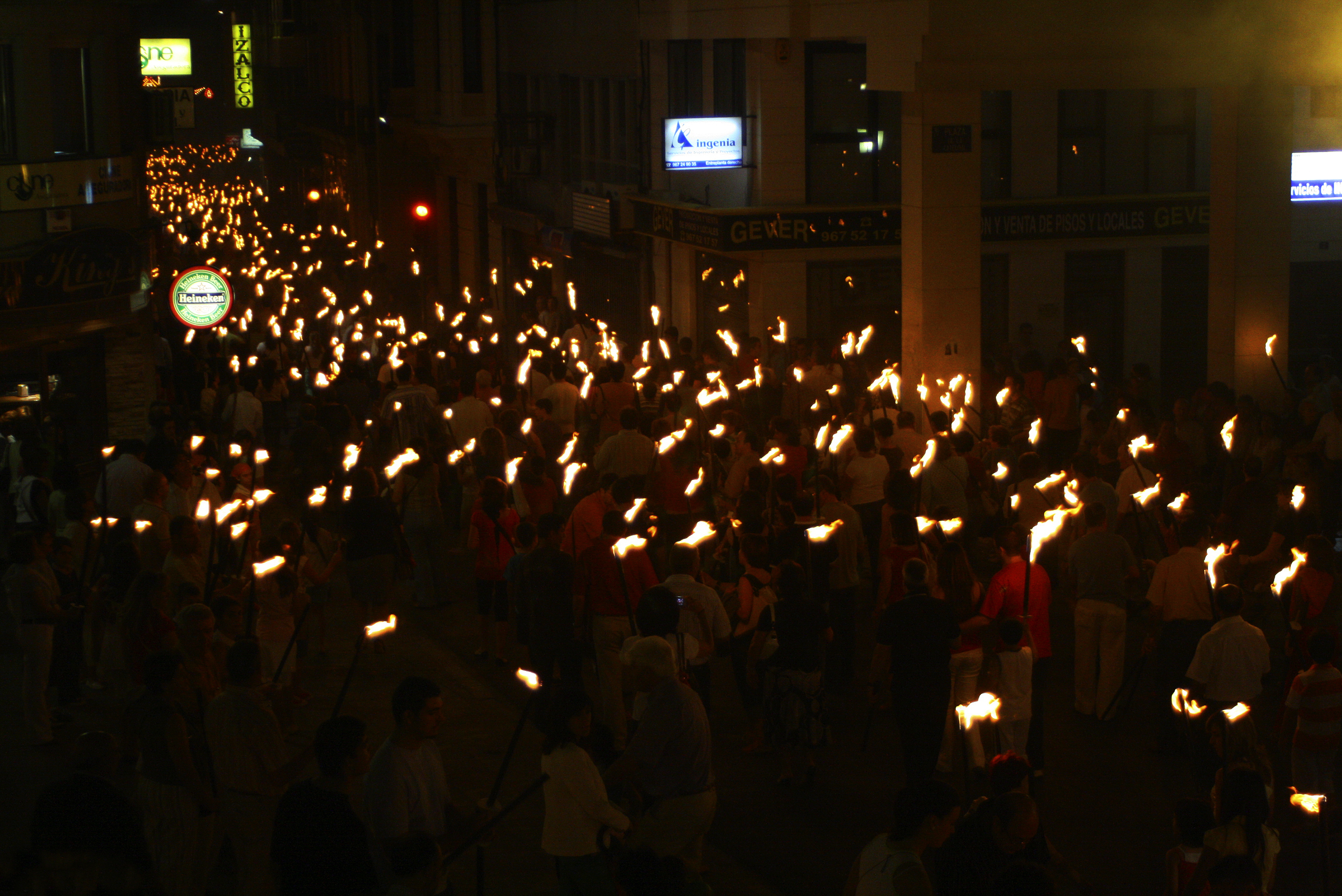
Desfile de antorchas de las Fiestas de San Juan de Albacete (España) en honor a su patrón San Juan Bautista

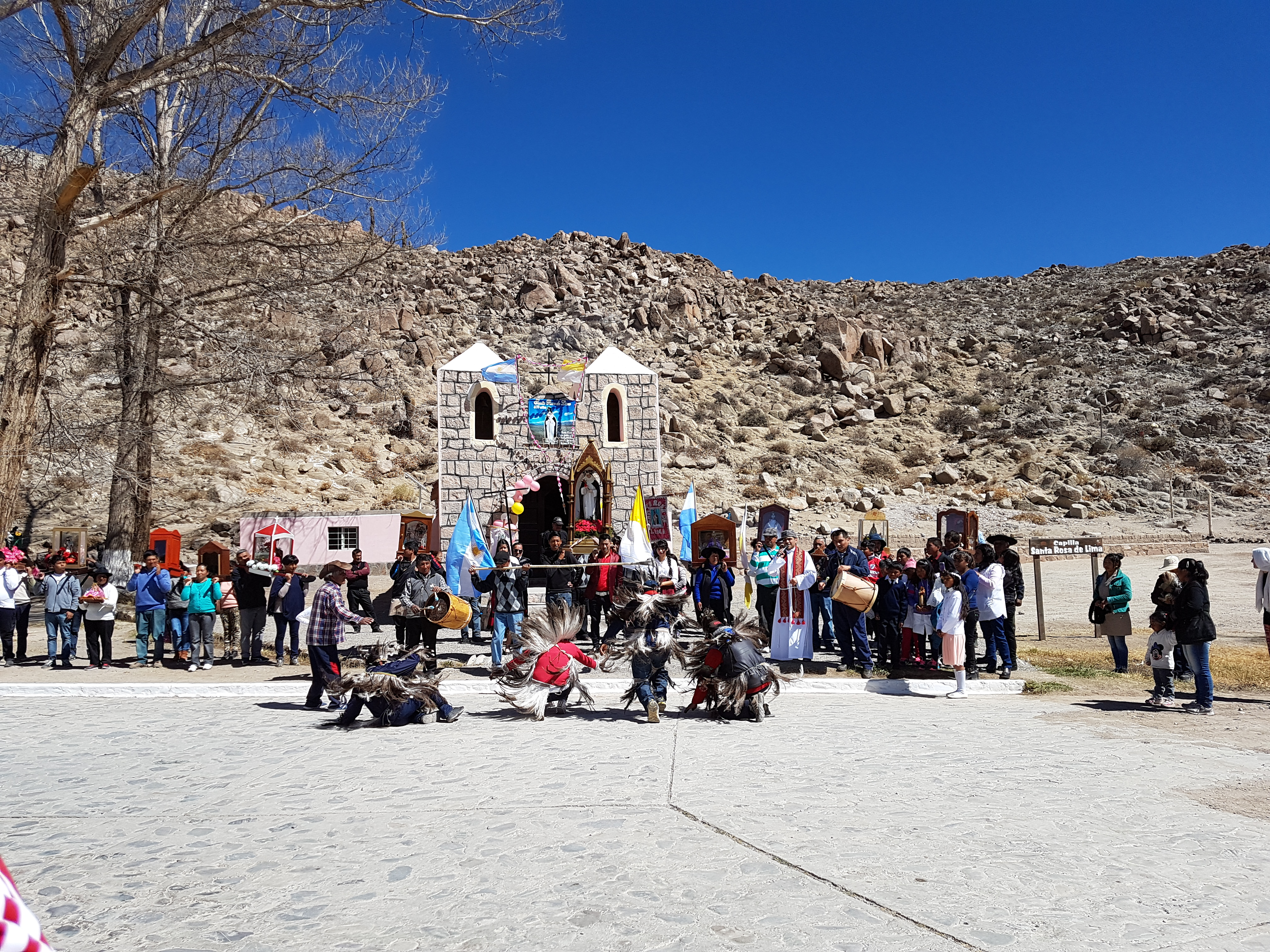
Fiesta patronal Sta Rosa de Lima. Sta Rosa de Tastil. Salta

Una fiesta patronal  o fiesta mayor es un conjunto de solemnidades con que una población —pueden ser barrios, en caso de las grandes ciudades— celebra anualmente la fecha de su santo patrón. Se trata de una tradición implantada, esencialmente, en los países de cultura hispana. En España en el área de este tipo de celebraciones suelen ser conocidas como fiestas mayores.

## Descripción
Estos festejos suelen incluir actos religiosos como un oficio solemne, y celebraciones profanas que tienen lugar en las calles de la localidad, como pasacalles, conciertos, bailes, verbenas, ferias, juegos infantiles, corridas de toros y juegos mecánicos.
Además estas fiestas son representativas de cada una de sus culturas.
En algunos países se denominan fiestas populares, aunque este término puede referirse a otras fiestas de carácter tradicional o popular, como las volksfeste en el ámbito alemán.